# Ulrich Schuh
Ulrich Schuh (* 12. März 1969 in Wien) ist ein österreichischer Ökonom und wirtschaftspolitischer Experte.

## Leben

### Ausbildung
Schuh absolvierte das Studium der Volkswirtschaft an der Universität Wien im Jahr 1990. Im Jahr 2002 promovierte er zum Doktor der Sozial- und Wirtschaftswissenschaften zum Thema Evaluierung von Arbeitsmarktprogrammen. Von 1990 bis 1992 absolvierte er einen Postgraduate-Lehrgang am Institut für Höhere Studien.

### Berufliche Karriere
Im Zeitraum 1992 bis 1999 war Ulrich Schuh im Bundesministerium für Finanzen in der Abteilung für Wirtschaftspolitik tätig.
Ab 1999 war er für zwölf Jahre am Institut für Höhere Studien als wissenschaftlicher Angestellter und ab 2004 als Leiter der Abteilung Ökonomie und Finanzwirtschaft angestellt.
Während seiner Tätigkeit am Institut für Höhere Studien war Ulrich Schuh unter anderem Mitglied des Prognoseteams für die österreichische Volkswirtschaft, wirkte an der Gemeinschaftsdiagnose für Deutschland (2007–2011) mit und vertrat Österreich bei der Weltwirtschaftsprognose der Vereinten Nationen (Project Link).
In den Jahren 2011 bis 2016 übernahm er die Leitung des neu gegründeten Instituts EcoAustria.
Von 2017 bis 2018 war Ulrich Schuh Sektionschef im Bundesministerium für Wissenschaft, Forschung und Wirtschaft. Von 1. Juli 2017 bis 31. Dezember bekleidete Ulrich Schuh die Funktion des Vorsitzenden der Hochrangigen Gruppe für Wettbewerbsfähigkeit und Wachstum und nahm in diesem Zeitraum an den Sitzungen des Europäischen Rates für Wettbewerbsfähigkeit teil.
Seit 2019 ist er wirtschaftspolitischer Leiter der WPZ Research GmbH.
Von Juli 2020 bis Juni 2021 ist Ulrich Schuh Vorsitzender des internationalen Forschungsnetzwerks Eureka.

## Forschung
Forschungsschwerpunkte von Schuh stellen Fragen des öffentlichen Sektors, Pensionen, der Steuerpolitik, empirische Arbeitsmarktforschung und makroökonomischer Modellbau dar.

## Mitgliedschaften
- 2004 – 2016: Kommission zur langfristigen Pensionssicherung[12]
- 2010 – 2018: Wettbewerbskommission[13]
- seit 2013: Fiskalrat[14]
- 2014 – 2017: Aufsichtsrat der Österreichischen Bundesfinanzierungsagentur
- seit 2016: österreichisches Finanzmarktstabilitätsgremium[15]

## Auszeichnungen
1998 erhielt er den Preis der Nationalökonomischen Gesellschaft für den besten Beitrag eines jungen Ökonomen.